# Bayard-Condict Building
El Edificio Bayard-Condict (en inglés: Bayard-Condict Building) es un edificio histórico ubicado en Greenwich Village, Nueva York. El Edificio Bayard-Condict se encuentra inscrito como un Hito Histórico Nacional en el Registro Nacional de Lugares Históricos desde el 8 de diciembre de 1976.  

## Ubicación
El Edificio Bayard-Condict se encuentra dentro del condado de Nueva York en las coordenadas 40°43′35″N 73°59′43″O / 40.726389, -73.995278.